# Reussirella doma
Reussirella doma is een mosdiertjessoort uit de familie van de Cupuladriidae. De wetenschappelijke naam van de soort is voor het eerst geldig gepubliceerd in 1853 door d'Orbigny.